# Immanuel Wallerstein
Immanuel Maurice Wallerstein (28. září 1930 New York – 31. srpna 2019) byl americký sociolog, historik a ekonom, autor teorie světového systému. Předpokládá, že zárodek dnešního hospodářského systému vznikl v 16. století v souvislosti s dělbou práce mezi merkantilistickými obchodními státy severozápadní Evropy (Nizozemsko, Anglie, severní Francie, Flandry) a obilnářskými oblastmi kolem Baltského moře (dnes severní Německo a Polsko). Teorie vychází z analýzy historicko-geografického vývoje (resp. předpokladů) a jejím základem jsou především obchodní (ekonomické) vztahy mezi státy, resp. zónami.
Provádí klasifikaci civilizací do 3 kategorií:
- Jádrová civilizace (Jádro – core) – civilizační centrum (invence, kreativita), dynamické centrum, které do svého okolí vysílá určité podněty (ekonomické, technologické, ideologické, kulturní) – např. Imperiální Anglie nebo USA počátku dvacátého století. Hospodářský se specializuje především na vytváření výrobku a zpracování importovaných surovin.

- Periferie (periphery) – není součástí jádrové civilizace, je na ní závislá; jádrová civilizace si periferii sama vytváří a udržuje v určitém postavení (ekonomicky ji vykořisťuje); periferie poskytuje suroviny, prochází akulturací a mění se pod vlivem civilizačního jádra jak kulturně, tak sociálně (kopíruje životní styl jádrové civilizace – v symbolické rovině jsou spolupodílníci); časem může splynout.

- Marginální zóna (semiperiferie – semi-periphery) – vzdálenější, ovlivněna jádrovou civilizací (udržuje s ní styky), podněty jdou až k ní – přijímá hlavně technické inovace, ale ponechává si vlastní kulturní identitu, hodnotovou orientaci a vývojový model; nemusí však mít o jádrové civilizaci tušení, není kontrolována a ovládána jako periferie, vybírá si pouze to, co se hodí, vyvíjí se samostatně. Pokud vzniká nová jádrová civilizace, může vzniknout pouze v rámci marginální zóny.

Technologie a hlavně ideologie jsou v novém kontextu reinterpretovány (např. apokalypsa sv. Jana v Tichomoří – cargo kult). Obchod – především luxusní zboží.
Významy, které se rodí v jádrové oblasti, mohou být na periferii zpochybněny a v marginální zóně nahrazeny významy zcela odlišného rázu.
Autor vychází při analýze ekonomických faktorů globální politiky (dichotomie mezi prací a kapitálem) z Karla Marxe, zároveň však kritizuje Marxův postoj k filozofii dějin, dialektice či akumulaci kapitálu. Podle Immanuela Wallerstein je faktem, že dosavadní historické systémy byly nerovné a nedemokratické, což ale nedokazuje, že budoucí systém může být rovnostářský a demokratický. Výsledkem krize podle Wallerstein může, ale také nemusí být spravedlivější a demokratičtější společnost. Podle Wallerstein může být kapitalismus nahrazen socialistickou ekonomikou, a to v důsledku zvětšování zisku, který skončí tehdy, když se míra zisku začne zmenšovat, náklady se podle Wallerstein zvyšují a tento trend dovede systém do kolapsu.